# 八幡神社 (東京都港区虎ノ門)
八幡神社（はちまんじんじゃ）は、東京都港区虎ノ門にある神社である。通常は他との区別の都合上、旧地名を冠して、西久保八幡神社（にしくぼはちまんじんじゃ）と称される。稀に、飯倉八幡宮（いいくらはちまんぐう）とも。

## 祭神
- 品陀和気命（応神天皇）- 八幡神と同一とされる。
- 息長帯比売命（神功皇后）
- 帯中日子命（仲哀天皇）

## 歴史
この神社は、寛弘年間（1004年～1012年）源頼信によって霞ヶ関のあたり（榎坂とも）に創建され、室町時代の武将で江戸城主となった太田道灌が現在の地に遷したと伝えられる。関ヶ原の戦いに際し、崇源院は戦勝を祈願し、後に社殿を造営している。もとは八幡山普門院と号する天台宗寛永寺の末寺であったが、明治初年の神仏分離の際廃寺となり神社に改められた。
1940年（昭和15年）に皇紀2600年を記念して境内を整備するが、1945年（昭和20年）3月・5月の東京大空襲で社殿も含め焼失、トタン葺の仮社殿で存続し、1953年（昭和28年）8月に社殿を総桧木で復興した。
2015年（平成27年）7月には戦災により消失した御本社神輿を復興、令和の御大典を奉祝し、2019年（令和元年）より社殿ほか神社施設の建て替えおよび境内整備事業から成る「令和の御造替事業」を開始、2021年（令和3年）10月29日に本殿遷座祭を斎行した。

## 境内末社
- 稲荷社
- 人麿社
- 庚申社

## 文化財
- 東京都指定史跡
  - 西久保八幡貝塚[3]

## 氏子地域
港区虎ノ門一丁目2～23、二丁目、三丁目、四丁目、五丁目
港区赤坂一丁目7･10･11･13･14(※)
千代田区霞が関三丁目8
港区六本木一丁目8～10、三丁目16～18、五丁目15～18
港区麻布台一丁目、二丁目1、三丁目
港区麻布狸穴町
港区東麻布三丁目1～3
※赤坂地区は赤坂氷川神社と重複

## ギャラリー

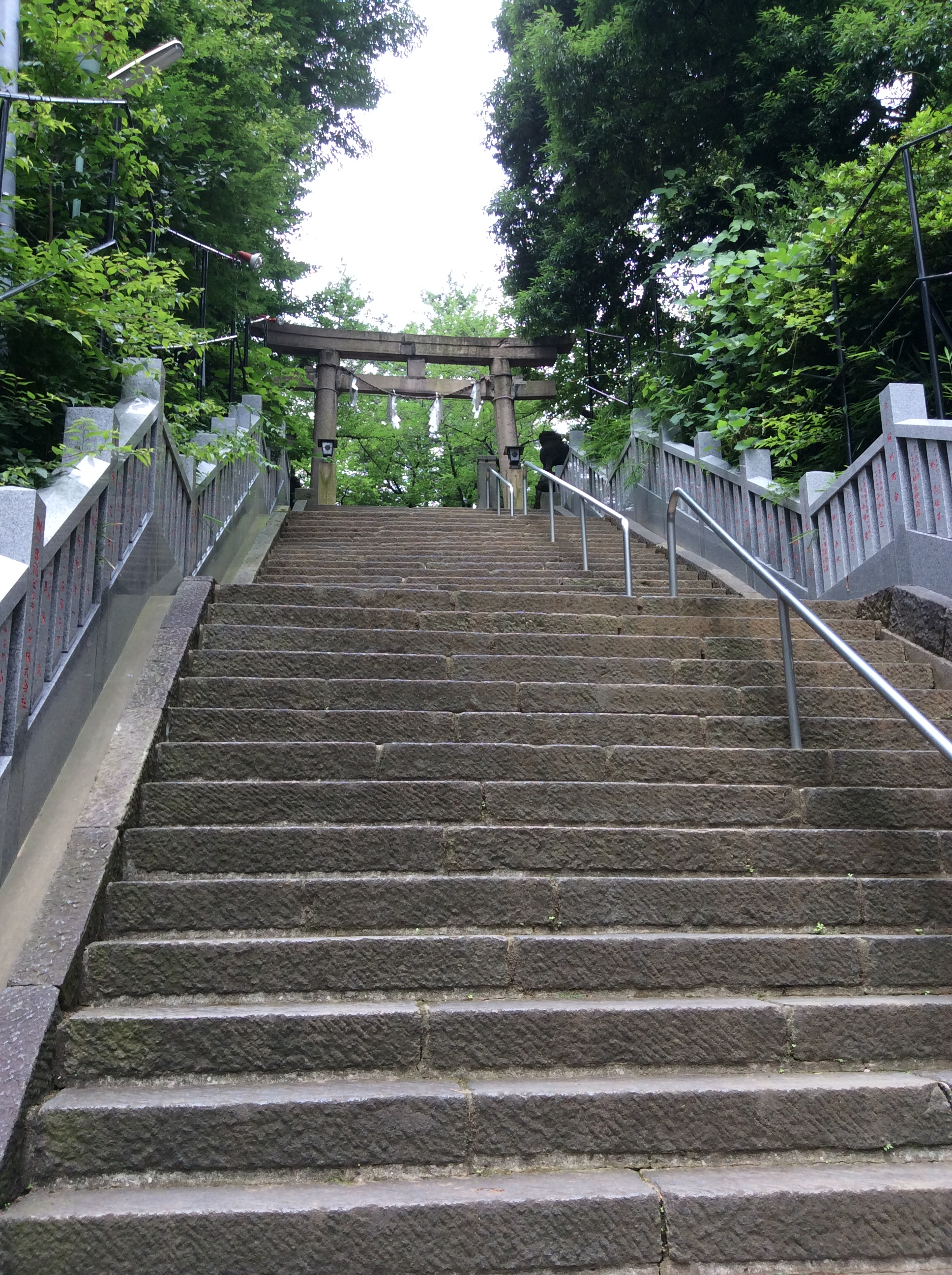
参道の男坂の石段（2016年7月2日撮影）
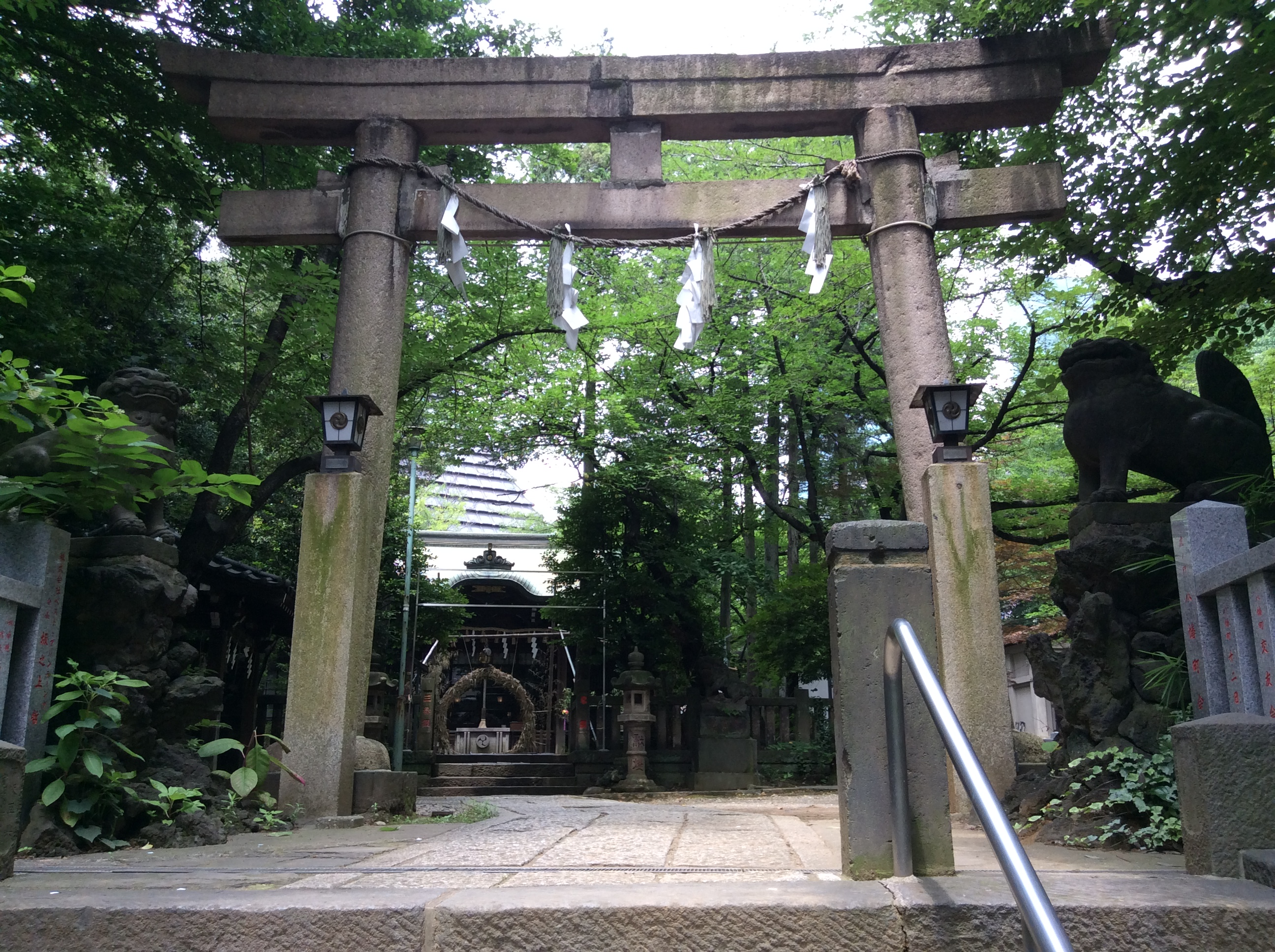
参道の鳥居（2016年7月2日撮影）
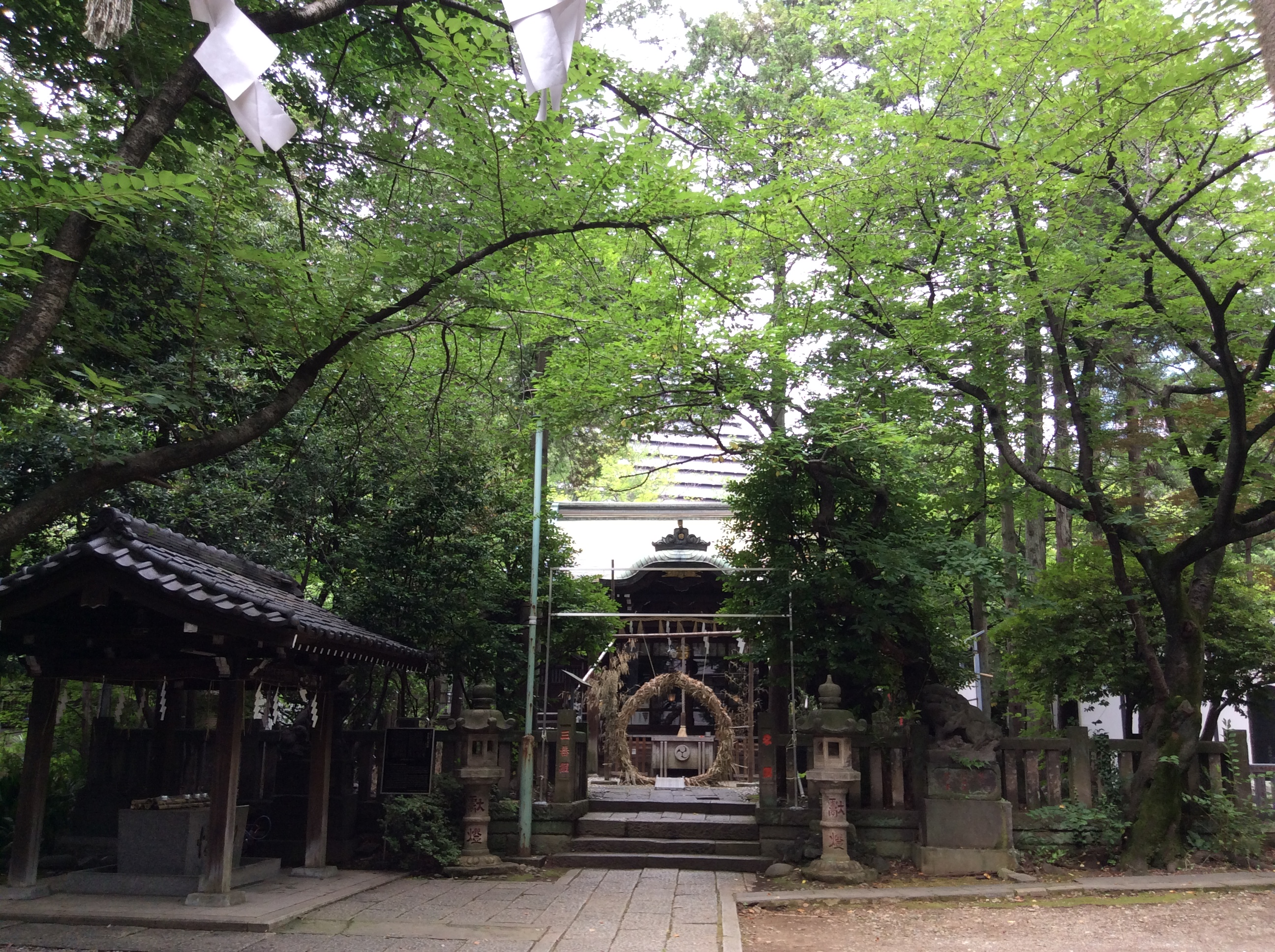
参道より拝殿を見る（2016年7月2日撮影）

## 交通アクセス
- 東京メトロ日比谷線 神谷町駅から徒歩3分